# 手束伊吹
手束 伊吹（てつか いぶき、1997年6月9日 - ）は、日本のラグビーレフリー（審判員）。選手時代のポジションはスタンドオフ(SO)。

## 略歴
小学1年生からラグビーを始めた。
2016年、黒沢尻北高校卒業後、市役所入庁してラグビー選手を引退。翌2017年、関東協会B級公認レフリーに選ばれた。
2021年、東京五輪ラグビー競技のアシスタントレフリーを務めた。同年10月、日本協会A級公認レフリーに選ばれた。